# Енхейридіон
Енхейридіон - (давн.-гр.: Ἐγχειρίδιον Ἐπικτήτου) - філософська праця, яку приписують Епіктету, хоча автором де-факто є Флавій Арріан, позаяк Епіктет дотримувався порад Сократа не записувати власні думки. Арріан в молодості був на лекціях Епікета в Неаполі й регулярно конспектував усі слова лектора. Оригінальна назва, що отримала початок від автора, точно невідома. В античності "Енхейртдіон" поширювався під різними найменуваннями, а сам Арріан в листах до Луція не рідко прозивав записи "щоденником" або "словами".
Енхейридіон — це зібрання коротких і розгорнутих речень, що стосуються питань задоволення, обов'язків людини й цінностей, до яких потрібно прагнути, а також доброчинність і цілі в житті. Автор неодноразово підкреслює різницю між простими людьми й філософами. Проста людина очікує користь або шкоду не від себе (як філософ), а от зовнішніх речей, тому бути філософом часто асоціюється з добровільними насмішками себе зі сторони інакшомислячих. Все, що стосуються людини, розбито на дві групи в роботі:
- Речі, залежні від людини — судження, бажання, ненависть.
- Речі, не залежні від людини — до них відносяться: тіло, майно, слава, гідність

Речі, що не залежать від людини, повинні виконувати підневільну функцію, а те, що вони вважаються важливими і вільними, породжує незадоволення і скарги, супроти богів і інших людей. Невдачі в житті, зустріті чоловіком за власної провини (коли, скажімо, небеса не дарують йому бажаних благ), не повинні викликати жалості: "Не намагайтеся підкорити хід подій власній волі, але підкори власну волю ходу подій, і життя мине повз тебе в задоволенні". Далебі не схвалюючи пасивність, Епіктет закликає нас осягнути "природу" і побачити бажання бути самим собою, як владний принцип Всесвіту.

## Поняття
Слово «енхейридіон» (давньогрецьке : ἐγχειρίδιον) є прикметником, що означає «в руці» або «готовий до рук». Іноді це слово означало зручний меч або кинджал, але разом зі словом «книга» (biblion, грец. βιβλίον) воно означає зручну книгу або підручник. Епітет у Проповідях часто говорить про принципи, які його учні повинні мати «під рукою» (грецька : πρόχειρα). Поширені англійські переклади назви: Manual або Handbook.